# Copa Brasil Norte de Basquete
A Copa Brasil Norte é um torneio de basquete que reúne equipes da Região Norte do Brasil. Foi disputada pela primeira vez em 1997. As equipes que disputam a competição formam dois quadrangulares, dos quais os dois primeiros colocados avançam para a disputa de um Quadrangular Final.
O torneio começou a ser disputado como parte da Supercopa do Brasil de Basquete, organizada pela Confederação Brasileira de Basketball (CBB).
A Supercopa Brasil é composta de 5 torneios: Copa Brasil Norte, Copa Brasil Nordeste, Copa Brasil Centro-Oeste, Copa Brasil Sudeste e Copa Brasil Sul. Todos estes outros torneios foram disputados entre 1997 e 2004, voltando apenas em 2011. Desde então, os outros deixaram de ser realizados, menos a Copa Brasil Norte, que continuou sendo disputada (não houve apenas as edições de 2006 e 2010).
A equipe de maior tradição na Copa Brasil Norte é a Sociedade Esportiva e Recreativa São José, do Amapá, que é 6 vezes campeã (1997, 1998, 2001, 2004, 2007 e 2011) e 5 vezes vice-campeã (1999, 2000, 2002, 2008 e 2009).

## Edições
| Ano  | Campeão             | Vice Campeão           |
| ---- | ------------------- | ---------------------- |
| 1997 | S.E.R. São José     | Paysandu               |
| 1998 | S.E.R. São José     | Macapá                 |
| 1999 | Macapá              | S.E.R. São José        |
| 2000 | Trem                | S.E.R. São José        |
| 2001 | S.E.R. São José     | Ypiranga               |
| 2002 | Remo                | S.E.R. São José        |
| 2003 | AABB Amapá          | Companhia Athlética    |
| 2004 | S.E.R. São José     | AABB Amapá             |
| 2005 | Trem                | Assembléia Paraense    |
| 2006 | Não realizada       | Não realizada          |
| 2007 | S.E.R. São José     | Juventus               |
| 2008 | Paysandu            | S.E.R. São José        |
| 2009 | Santana             | S.E.R. São José        |
| 2010 | Não realizada       | Não realizada          |
| 2011 | S.E.R. São José     | Atual Centro de Ensino |
| 2012 | Assembléia Paraense | Meta/Oratório          |
| 2013 | Assembléia Paraense | Paysandu               |
| 2014 | Jovens Maranhenses  | Itacor                 |
| 2015 | Paysandu            | Moto Clube             |
| 2016 | Santos              | Novo Basquete Jardim   |
| 2017 | Paysandu            | Fast Clube             |
| 2018 | Não realizada       | Não realizada          |

## Desempenho por estado
| Estado   | Títulos                                                                     | Vices                                                                 |
| -------- | --------------------------------------------------------------------------- | --------------------------------------------------------------------- |
| Amapá    | 12 (1997, 1998, 1999, 2000, 2001, 2003, 2004, 2005, 2007, 2009, 2011, 2016) | 11 (1998, 1999, 2000, 2001, 2002, 2004, 2008, 2009, 2011, 2012, 2016) |
| Pará     | 6 (2002, 2008, 2012, 2013, 2015, 2017)                                      | 4 (1997, 2003, 2005, 2013)                                            |
| Maranhão | 1 (2014)                                                                    | 1 (2015)                                                              |
| Acre     | 0                                                                           | 1 (2007)                                                              |
| Piauí    | 0                                                                           | 1 (2014)                                                              |
| Amazonas | 0                                                                           | 1 (2017)                                                              |